# 3363 Боуен
3363 Боуен (3363 Bowen) — астероїд головного поясу, відкритий 6 березня 1960 року.
Тіссеранів параметр щодо Юпітера — 3,325.